# Будища (Звягельський район)
Бу́дища (деколи — Будище) — село в Україні, в Ярунській сільській територіальній громаді Звягельського району Житомирської області. Кількість населення становить 176 осіб (2001). Розташоване за 14 км від Звягеля.

## Населення
В кінці 19 століття кількість населення становила 85 осіб, дворів — 10, у 1906 році — 22 жителі, дворів — 4, у 1923 році — 20 дворів та 135 мешканців.
Станом на 4 липня 1927 року кількість мешканців становила 139, дворів — 25.
Відповідно до результатів перепису населення СРСР, кількість населення, станом на 12 січня 1989 року, становила 198 осіб. Станом на 5 грудня 2001 року, відповідно до перепису населення України, кількість мешканців села становила 176 осіб.

## Історія
В кінці 19 століття — Будище (пол. Budyszcze), село Жолобенської волості Новоград-Волинського повіту Волинської губернії, за 13 верст від Новограда-Волинського. Колишня власність Суфчинських.
На початку 20 століття в поселенні було 12 господарств, з них 9 належало українцям, 3 — полякам. Значною частиною землі володів голова Новоград-Волинського з'їзду мирових посередників Петро Косач, батько Лесі Українки.
У 1906 році — Будища, урочище Жолобенської волості (1-го стану) Новоград-Волинського повіту Волинської губернії. Відстань до повітового центру, м. Новоград-Волинський, становила 23 версти, до волосного центру, с. Жолобне — 3 версти. Найближче поштово-телеграфне відділення розташовувалося в Новограді-Волинському.
У 1923 році — хутір Будище; увійшов до складу новоствореної Коритищанської сільської ради, котра, 7 березня 1923 року, включена до складу новоутвореного Пищівського (згодом — Ярунський) району Житомирської (згодом — Волинська) округи. Відстань до районного центру, с. Піщів, становила 17 верст, до центру сільської ради, с. Коритища — 2 версти.
У 1939 році віднесений до категорії сіл. З 1941 по 1944 роки в селі діяла окрема сільська управа. 11 серпня 1954 року, в ході укрупнення сільських рад, село підпорядковане Жолобненській сільській раді Ярунського району Житомирської області. 4 червня 1958 року, внаслідок ліквідації Ярунського району, село включене до складу Новоград-Волинського району.
У 2020 році, відповідно до розпорядження Кабінету Міністрів України № 711-р від 12 червня 2020 року «Про визначення адміністративних центрів та затвердження територій територіальних громад Житомирської області», територію та населені пункти Жолобненської сільської ради включено до складу Ярунської сільської територіальної громади Новоград-Волинського району Житомирської області.